# Селіфонтьєв Сергій Іванович
Сергі́й Іва́нович Селіфонтьєв — український політик.

## Біографія
Народився 7 січня 1956 р. в м. Кривий Ріг, Дніпропетровської області.
У 1976 році розпочав трудову діяльність гірником на шахті «Жовтнева». Закінчив Криворізький гірничорудний інститут за спеціальністю гірничий інженер-механік.
У 1980—1987 роках працював на викладацькій та адміністративній роботі в системі профтехосвіти (майстер виробничого навчання, голова профкому, заступник директора, директор).
1987—1989 — інструктор Жовтневого райкому компартії України.

## Політична діяльність
З 1991 року депутат міської Ради міста Кривий Ріг.
З 1994 по 1998 — Народний депутат України 2-го скликання (Гірницький виборчий округ № 086).
Член Конституційної комісії, член Комітету з питань науки і народної освіти. Заступник голови Аналітико-консультативної ради Кабінету Міністрів України з питань економічного розвитку за Лазаренка П. І.
Голова Партії Народної Дії «НАДІЯ»
Член-кореспондент Української технологічної Академії.
Нагороджений Орденом «За заслуги» III ступеня.